# 30 Rock
30 Rock este un serial american de comedie, care a fost difuzat de NBC de pe 11 octombrie 2006 până pe 31 ianuarie 2013 și a fost  creat de Tina Fey. 30 Rock este cel mai premiat și aclamat serial de comedie din ultimii ani fiind deținătorul a 6 Globuri de Aur alături de alte 35 de trofee și 86 de nominalizări. Personajele sunt creatorii unui show live de comedie. Numele e prescurtarea de la 30 Rockefeller Plaza, adresa din New York a studiourilor NBC, televiziunea care produce atât serialul real cât și pe cel ficțional.
În România, serialul a fost difuzat în premieră de TVR1, începând din 2009. Ulterior, serialul a fost mutat pe TVR2, începând cu sezonul doi. Din 2023, Prima TV a început difuzarea serialului încă de la primul sezon.